# 平坐

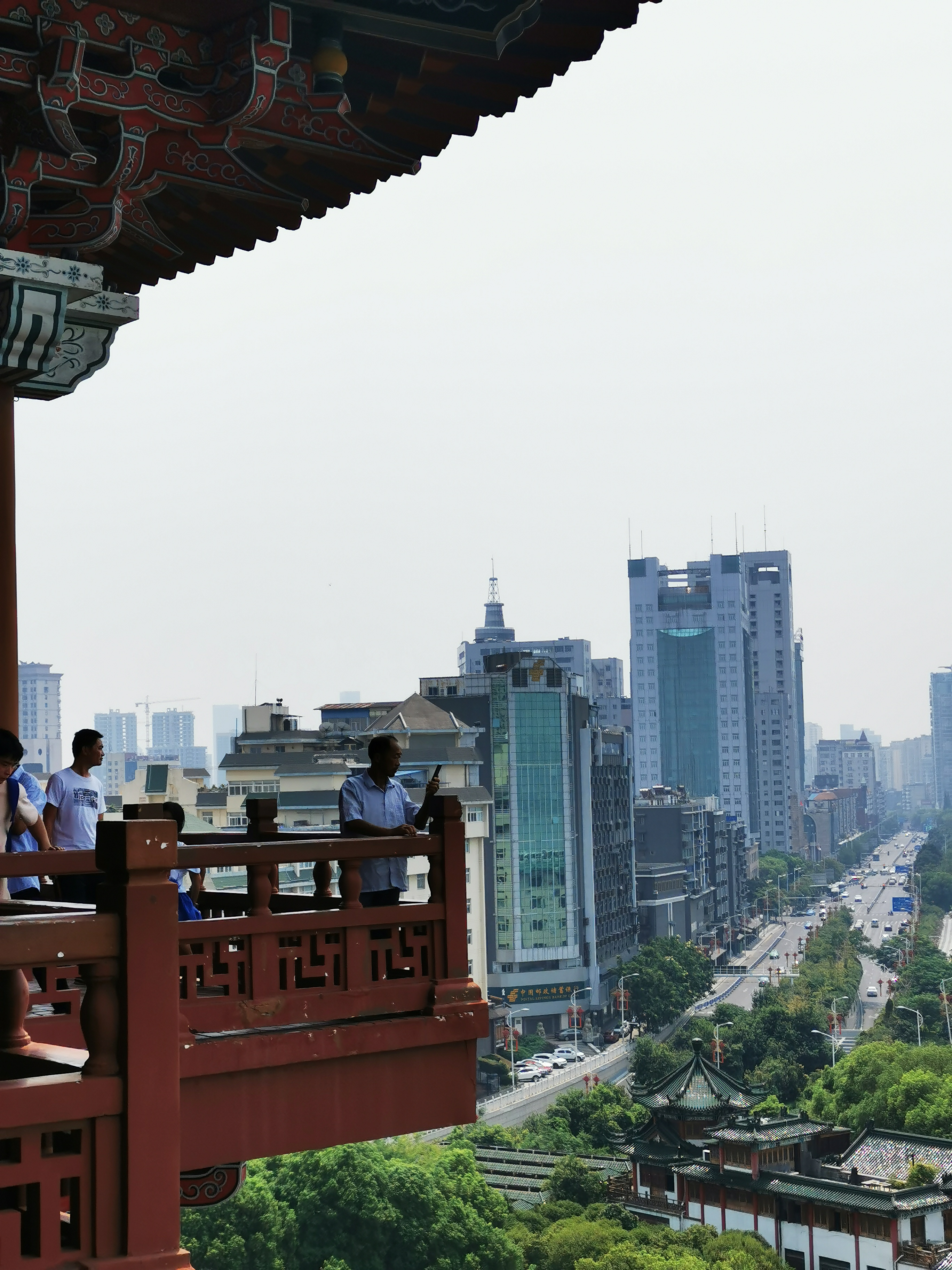
滕王閣上的平坐

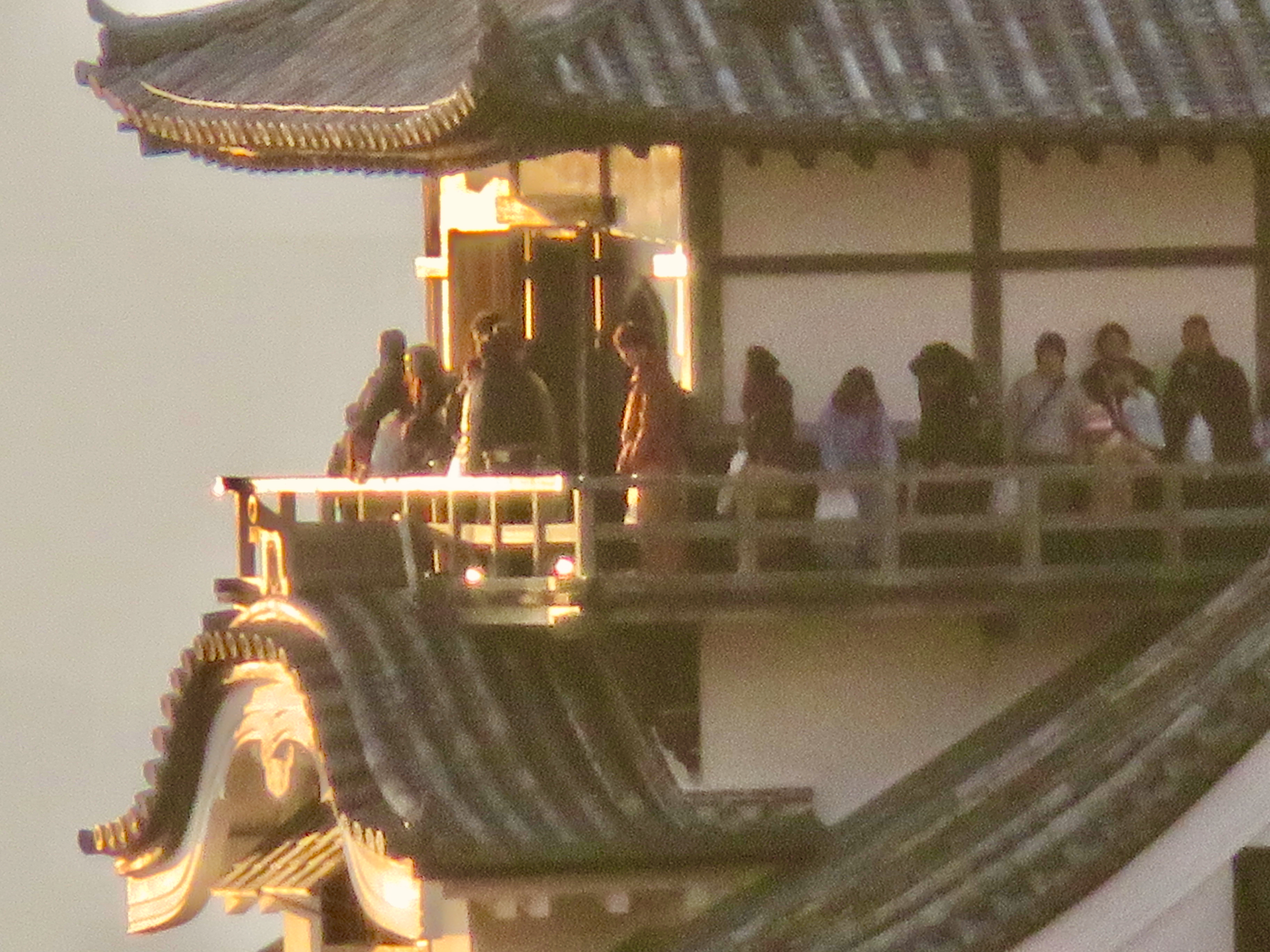
遊客在犬山城天守的平坐上觀景

平坐，或作“平座”，東亞傳統建築的附属部分，是楼阁式建筑的重要构成。为建筑主体悬挑出的木构架，类似于阳台。平坐有两种形式：由斗拱承托或坐在屋檐上层。唐宋之后以第一种方式居多。